# Tristan Harvey
 (février 2023).
Tristan Harvey est un comédien de doublage québécois, né le 1er juillet 1977. Après des études en communication et un travail comme animateur de radio, il devient très actif dans le doublage, il est notamment la voix québécoise de Seth Rogen, Kevin James, Jason Sudeikis, Ernie Sabella et Brian Griffin ainsi qu'une des voix de Benedict Cumberbatch.  
Il a été la voix-off de la chaîne de télévision Super Écran, avant le rachat de Bell Média.

## Doublage

### Cinéma

#### Films
- Seth Rogen dans :
  - 40 ans et encore puceau (2005) : Cal
  - Toi et moi... et Dupree (2006) : Neil
  - Grossesse surprise (2007) : Ben Stone
  - Supermalades : l'officier Michaels
  - Les Chroniques de Spiderwick (2008) : Hogsqueal (voix)
  - Les Fans (2008) : le chef des Trekker / le proxénète fan de Star Wars
  - Demi-frères (2008) : Le manager de sports
  - Ananas Express (2008) : Dale Denton
  - Zack et Miri font un porno (2008) : Zack Brown
  - Funny People (2009) : Ira Wright
  - Le Frelon vert (2011) : Britt Reid
  - 50/50 (2011) : Kyle
  - Take This Waltz (2011) : Lou Rubin
  - Les Chemins de la culpabilité (2012) : Andy Brewster
  - Les voisins (2014) : Mac Radner
  - La Veille (2015) : Isaac
  - Steve Jobs (2015) : Steve Wozniak
  - Les voisins 2: La Hausse de la Sororité (2016) : Mac Radner
  - Un bon coup (2019) : Fred Flarsky
  - Le Roi lion (2019) : Pumbaa (voix)

- Benedict Cumberbatch dans :
  - Star Trek Into Darkness (2013) : John Harrisson / Khan Noonien Singh
  - Le Cinquième Pouvoir (2013) : Julian Assange
  - Messe noire (2015) : Billy Bulger
  - Doctor Strange (2016) : Stephen Strange / Docteur Strange
  - Thor : Ragnarok (2017) : Stephen Strange / Doctor Strange
  - Avengers : La guerre de l'infini (2018) : Stephen Strange / Doctor Strange
  - Avengers : Phase finale (2019) : Stephen Strange / Docteur Strange
  - 1917 (2019) : le colonel MacKenzie
  - Spider-Man : Sans retour (2021) : Stephen Strange / Docteur Strange
  - Docteur Strange dans le multivers de la folie (2022) : Stephen Strange / Docteur Strange

- Tom Hanks dans :
  - Le Pont des espions (2015) : James B. Donovan
  - Sully (2016) : Chesley « Sully » Sullenberger
  - Le Post (2018) : Benjamin Bradlee
  - Pinocchio (2022) : Geppetto (version française & Québécoise)
  - La Vie selon Otto (2022) : Otto Anderson
  - Asteroid City (2023) : Stanley Zak

- Vincent Cassel dans :
  - Black Swan (2011) : Thomas Leroy
  - Les Linceuls (2024) : Karsh

- 2002 : Swimfan : Christopher Dante (James DeBello)
- 2003 : Ma vie sans moi : Don (Scott Speedman)
- 2003 : Out of Time : Tony Dalton (Robert Baker)
- 2003 : La Ligue des gentlemen extraordinaires : Dante (Max Ryan)
- 2003 : Bienvenue dans la jungle : Travis (Seann William Scott)
- 2003 : Amour interdit : Belansai (Eugene Salleh)
- 2003 : Young Adam : Daniel Gordon (Ewan Stewart)
- 2004 : L'armée des morts : Steve (Ty Burrell)
- 2004 : Resident Evil: Apocalypse : Nicholai Ginovaeff (Zack Ward)
- 2004 : Les 50 premiers rendez-vous : Nick (Pomaika'i Brown)
- 2004 : Jusqu'au cou : Billy Newwood (Antony Starr)
- 2004 : La Séductrice : Robert Windermere (Mark Umbers)
- 2004 : Alexandre : Cassandre (Jonathan Rhys-Meyers)
- 2004 : Club Dread : Roy (Michael Weaver)
- 2004 : Collision  de Paul Haggis : Peter (Larenz Tate)
- 2004 : Nous étions libres : Lucien (David La Haye)
- 2004 : Hôtel Rwanda : Dube (Desmond Dube)
- 2004 : Frankie Wilde : Jack Stoddart (Neil Maskell)
- 2004 : Intern Academy : Marlon Thomas (Viv Leacock)
- 2004 : Piège de feu : Don Miller (Kevin Daniels)
- 2004 : Une journée à New York : Justin (Jack Osbourne)
- 2004 : Ocean's Twelve : Roman Nagel (Eddie Izzard)
- 2004 : Parasite : Jacob Rasmussen (G. W. Stevens)
- 2004 : Ray : Quincy Jones (Larenz Tate)
- 2004 : Ralph : Hulk (Chris Ploszczanski)
- 2004 : The Keeper : Sergent Burns (Lochlyn Munro)
- 2004 : Rochester, le dernier des libertins : George Etherege (Tom Hollander)
- 2004 : Vanity Fair : La Foire aux vanités : George Osbourne (Jonathan Rhys-Meyers)
- 2005 : Alone in the Dark : le commandant Burke (Stephen Dorff)
- 2005 : Bad News Bears : Roy Bullock (Greg Kinnear)
- 2005 : Hitch, expert en séduction : Ben (Michael Rapaport)
- 2005 : Just Friends : Tim (Ty Olsson)
- 2005 : The Ballad of Jack and Rose : Rodney (Ryan McDonald)
- 2005 : Le Témoin du marié : James (Steve John Shepherd)
- 2005 : The Big White : Cam (Billy Merasty)
- 2006 : Un long week-end : Ed Waxman (Brendan Fehr)
- 2006 : Frère des ours 2 : Atka (Jeff Bennett)
- 2006 : Un long week-end : Ed Waxman (Brendan Fehr)
- 2006 : Déjà vu : Gunnars (Elden Henson)
- 2006 : Les Mots d'Akeelah : Devon Anderson (Lee Thompson Young)
- 2006 : Amazing Grace : Oloudagh Equiano (Youssou N'Dour)
- 2006 : Black Christmas : Kyle Aurty (Oliver Hudson)
- 2006 : DOA: Dead or Alive : Ryu Hayabusa (Kane Kosugi)
- 2006 : Flyboys : Higgins (Christien Anholt)
- 2006 : Toi, c'est moi : Horse (Mpho Koaho)
- 2006 : John Tucker doit mourir : Tommy (Fatso-Fasano)
- 2006 : Coups d'État : Maximilian II (Tom Hollander)
- 2006 : Little Man : Percy (Tracy Morgan)
- 2006 : Miss Potter : Wiliam Heelis (Lloyd Owen)
- 2006 : Dérive mortelle : James (Richard Speight Jr.)
- 2006 : See No Evil : Williams (Steven Vidler)
- 2006 : L'Effet papillon 2 : Dave Bristol
- 2006 : The Marine : Joe (Drew Powell)
- 2006 : Tristan et Yseult : Melot (Henry Cavill)
- 2006 : Ultimate Avengers : Herr Kleiser (James K. Ward)
- 2006 : V pour Vendetta : Inspecteur adjoint Dominic (Rupert Graves)
- 2006 : Terreur sur la ligne : Officier Burroughs (David Denman)
- 2007 : Gangster américain : Moses Jones (RZA)
- 2007 : 30 jours de nuit : L'adjoint Billy Kitka (Manu Bennett)
- 2007 : Transformers : Starscream (voix)
- 2007 : Les Femmes de ses rêves : Mac (Rob Corddry)
- 2007 : Underdog, chien volant non identifié : Berger allemand #1
- 2007 : August Rush : Louis Connelly (Jonathan Rhys-Meyers)
- 2007 : Balles de feu : Randy Daytona (Dan Fogler)
- 2007 : Les Deux Visages de Christie : Oncle Ray Colton (John Wesley Shipp)
- 2007 : Vengeance du passé : l'inspecteur Bill MacDougal (Peter Dillion)
- 2007 : Voisin contre voisin : Wallace (Jorge Garcia)
- 2007 : Une vie brisée : Dr. Jeremy Warner (Kevin Jubinville)
- 2007 : L'Orphelinat : Carlos (Fernando Cayo)
- 2007 : Fay Grim : Carl Fogg (Leo Fitzpatrick)
- 2007 : Festin d'amour : Bradley Smith (Greg Kinnear)
- 2007 : Ghost Rider : Blackheart (Wes Bentley)
- 2007 : Charlie, les filles lui disent merci : Stu (Dan Fogler)
- 2007 : Hostel, chapitre II : Stuart (Roger Bart)
- 2007 : Into the Wild : Kevin (Zach Galifianakis)
- 2007 : Hot Fuzz : Danny Butterman (Nick Frost)
- 2007 : I Know Who Killed Me : Daniel Fleming (Neal McDonough)
- 2007 : Quand Chuck rencontre Larry : Larry Valentine (Kevin James)
- 2007 : Ocean's Thirteen : Roman Nagel (Eddie Izzard)
- 2007 : 2e sous-sol : Thomas (Wes Bentley)
- 2007 : Alerte à Miami : Reno 911 ! : le capitaine Rogers (Ian Roberts)
- 2007 : Solitaire : Simon (Stephen Curry)
- 2007 : Cours toujours Dennis : lui-même (Chris Hollins)
- 2007 : Les Condamnés : Paco (Manu Bennett)
- 2007 : La colline a des yeux 2 : Mickey Elrod (Reshad Strik)
- 2007 : Hitcher : le lieutenant Esteridge (Neal McDonough)
- 2007 : Les Châtiments : le shérif Cade (William Ragsdale)
- 2007 : La nuit nous appartient : Pavel Lubyarski (Oleg Taktarov)
- 2007 : La Voix des morts : La Lumière : Henry Caine (Craig Fairbrass)
- 2007 : Jeunes adultes qui baisent : Matt (Aaron Abrams)
- 2008 : La Ville fantôme : Bertram Pincus (Ricky Gervais)
- 2008 : Miss Pettigrew : Phil Goldman (Tom Payne)
- 2008 : Charlie Bartlett : Len Arbuckle (Dylan Taylor)
- 2008 : Married Life : Tom (David Richmond-Peck)
- 2008 : Miracle à Santa Anna : Samuel Train (Omar Benson Miller)
- 2008 : My Name Is Bruce : le maire (Ben L. McCain)
- 2008 : Le Bal de l'horreur : Détective Winn (Idris Elba)
- 2008 : RocknRolla : Romain (Jeremy Piven)
- 2008 : Semi-pro : Père « Pat the Ref » (Matt Walsh)
- 2008 : Sex Drive : Rick (Michael Cudlitz)
- 2008 : Spirits : Bruno (David Denman)
- 2008 : Le Deal : Skip Miller (Aidan Lithgow)
- 2008 : Une assistante presque parfaite : Wally (Jason Harper)
- 2008 : Le Transporteur 3 : Johnson (Robert Knepper)
- 2009 : 2012 : Carl Anheuser (Oliver Platt)
- 2009 : Baby Mama : Oscar (Romany Malco)
- 2009 : Les Copains dans l'espace : Slats (Lochlyn Munro)
- 2009 : Mission-G : Hurley (Jon Favreau) (voix)
- 2009 : Paul Blart : Super Vigile : Paul Blart (Kevin James)
- 2009 : Transformers 2 : Starscream (voix)
- 2009 : A Serious Man : Arlen Finkle (Ari Hoptman)
- 2009 : Blood and Bone : Teddy D (Ron Yuan)
- 2009 : Blood Creek : Viktor Marshall (Dominic Purcell)
- 2009 : American Girls 5 : Henry (David Starzyk)
- 2009 : Everybody's Fine : Tom (James Frain)
- 2009 : Gran Torino : Mitch Kowalski (Brian Haley (en))
- 2009 : Last Chance for Love : Josh Hillman (Adam James)
- 2009 : Coup de foudre à Seattle : Lane (Dan Fogler)
- 2009 : Ninja Assassin : Maslow (Ben Miles)
- 2009 : Paul Blart : Super Vigile : Paul Blart (Kevin James)
- 2009 : Public Enemies : Baby Face Nelson (Stephen Graham)
- 2009 : Solitary Man : Gary Porter (David Costabile)
- 2009 : Suck : Rockin' Roger (Henry Rollins)
- 2009 : Terminator Renaissance : Marcus Wright (Sam Worthington)
- 2009 : L'Effet papillon 3 : Lonnie Flennons (Richard Wilkinson)
- 2009 : La Proposition : M. Gilbertson (Denis O'Hare)
- 2010 : Predators : Walter Stans (Walton Goggins)
- 2010 : Date limite : Ethan Tremblay / Ethan Chase (Zach Galifianakis)
- 2010 : Alice au pays des merveilles :  McTwist, le Lapin Blanc (Michael Sheen) (voix)
- 2010 : Fée malgré lui : l'annonceur (Michael Daingerfield)
- 2010 : Inception : Yusuf le chimiste (Dileep Rao)
- 2010 : Mytho-Man : Mark Bellison (Ricky Gervais)
- 2010 : Secretariat : John Tweedy (Dylan Walsh)
- 2010 : Solitary Man : Gary Porter (David Costabile)
- 2010 : 16 vœux : Bob Jensen (Patrick Gilmore)
- 2010 : Le Secret de Charlie : Tink Weatherbee (Donal Logue)
- 2010 : Top Cops : Paul Hodges (Tracy Morgan)
- 2010 : Panique aux funérailles : Norman (Tracy Morgan)
- 2010 : Flipped : Daniel Baker (Kevin Weisman)
- 2010 : Greenberg : Marlon (Zach Chassier)
- 2010 : Copains pour toujours : Eric Lamonsoff (Kevin James)
- 2010 : Love and Game : lui-même (Jalen Rose)
- 2010 : La Machine à démonter le temps : Nick Weber (Craig Robinson)
- 2010 : Escroc(s) en herbe : Rick Bolger (Tim Blake Nelson)
- 2010 : Bébé mode d'emploi : Josh (Will Sasso)
- 2010 : Mirrors 2 : Détective Piccirilli (Wayne Père)
- 2010 : My Name Is Khan : Bobby Ahuja (Parvin Dabas)
- 2010 : Nanny McPhee et le Big Bang : Blenkinsop (Daniel Mays)
- 2010 : Resident Evil: Afterlife : Chris Redfield (Wentworth Miller)
- 2010 : Takers : Scott (Johnathon Schaech)
- 2010 : Kung Fu Nanny : Glaze (George Lopez)
- 2011 : Des mamans pour Mars : Gribble 1er (Dan Fogler)
- 2011 : Comment tuer son boss ? : Kurt Buckman (Jason Sudeikis)
- 2011 : Les Immortels : Stavros (Stephen Dorff)
- 2011 : Mes meilleures amies : l'officier Nathan Rhodes (Chris O'Dowd)
- 2011 : John A. : La Naissance d'un pays : Alexander Galt (Patrick McKenna)
- 2011 : Paul : Clive Gollings (Nick Frost)
- 2011 : Sacrifice : Tiaz (Jake Simons)
- 2011 : Pirates des Caraïbes : La Fontaine de Jouvence : Théodore Groves (Greg Ellis)
- 2011 : Les Copains et la Légende du chien maudit : Warwick (Harland Williams)
- 2011 : Spy Kids 4 : Tout le temps du monde : Argonaute (Ricky Gervais)
- 2011 : Killing Fields : Inspecteur Mike Sounder (Sam Worthington)
- 2011 : Le Dilemme : Nick Backman (Kevin James)
- 2011 : Killer Elite : Davies (Dominic Purcell)
- 2011 : Rhum express : Sala (Michael Rispoli)
- 2011 : Un flic pour cible : Vincent Carter (Tracy Morgan)
- 2011 : Au prix du sang : Manolo (Wes Bentley)
- 2011 : Zookeeper : Griffin Keyes (Kevin James)
- 2012 : Sherlock Holmes : Jeu d'ombres : le colonel Sebastian Moran
- 2012 : Ted : Teddy l'ourson (Seth MacFarlane)
- 2012 : Les Trois Corniauds : Curly (Will Sasso)
- 2012 : Battleship : Premier Maître Walter « The Beast » Lynch (John Tui)
- 2012 : Friends with Kids : Alex (Chris O'Dowd)
- 2012 : Moi, député : Mitch Wilson (Jason Sudeikis)
- 2012 : Les Muppets, le retour : Gary (Jason Segel)
- 2012 : American Pie 4 : Paul Finch (Eddie Kaye Thomas)
- 2012 : Disparue : le sergent Powers (Daniel Sunjata)
- 2012 : Prof poids lourd : Scott Voss (Kevin James)
- 2012 : Blanche-Neige : le Loup (Sebastian Saraceno)
- 2012 : Happiness Therapy : l'officier Keogh (Dash Mihok)
- 2013 : Delivery Man : Aleksy (Bobby Moynihan)
- 2013 : Fire with Fire : Vengeance par le feu : David Hagan (Vincent D'Onofrio)
- 2013 : Copains pour toujours 2 : Eric Lamonsoff (Kevin James)
- 2013 : Parkland : Agent spécial du FBI James Hosty (Ron Livingston)
- 2013 : Hunger Games : L'Embrasement : Plutarch Heavensbee (Philip Seymour Hoffman)
- 2013 : The Marine 3: Homefront : Jonah Pope (Neal McDonough)
- 2013 : Welcome to the Punch : Nathan Bartnick (Daniel Mays)
- 2014 : Les Trois Crimes de West Memphis : Détective Bryn Ridge (Robert Baker)
- 2014 : Le Loup de Wall Street : Jordan Belfort (Leonardo DiCaprio)
- 2014 : Albert à l'ouest : Albert Stark (Seth MacFarlane)
- 2014 : Le Pari : O'Reilly (Wade Williams)
- 2014 : Game of Fear : Stuart Wilson (Dylan Taylor)
- 2014 : Dracula Untold : Shkelgim (Zach McGowan)
- 2014 : Get on Up : Maceo Parker (Craig Robinson)
- 2014 : Sabotage : James Murray (Sam Worthington)
- 2014 : Son of God : Judas, Simon (Joe Wredden , Paul Marc davis)
- 2014 : Une seconde chance : Tommy Cole (Sean Bridgers)
- 2014 : Hunger Games : La Révolte, partie 1 : Plutarch Heavenbase (Philip Seymour Hoffman)
- 2014 : Comment tuer son boss 2 : Kurt Buckman (Jason Sudeikis)
- 2015 : Le Spa à remonter dans le temps 2 : Nick (Craig Robinson)
- 2015 : Jet Lag : Bill Whilmsley (Nick Frost)
- 2015 : Ted 2 : Ted (Seth MacFarlane)
- 2015 : Pixels : Cooper (Kevin James)
- 2015 : Les Quatre Fantastiques : Dr Allen (Tim Blake Nelson)
- 2015 : Les Cerveaux : Mike McKinney (Jason Sudeikis)
- 2015 : Docteur Frankenstein : Barnaby (Daniel Mays)
- 2015 : Au cœur de l'océan : Thomas Chappell (Paul Anderson)
- 2015 : The Revenant : Hugh Glass (Leonardo DiCaprio)
- 2016 : 13 Hours: The Secret Soldiers of Benghazi : Kris « Tanto » Paronto (Pablo Schreiber)
- 2016 : Célibataire, mode d'emploi : David (Damon Wayans Jr.)
- 2016 : Joyeuse fêtes des mères : Bradley (Jason Sudeikis)
- 2016 : Conjuring 2 : Les Cas Enfield : Vic Nottingham (Simon Delaney)
- 2016 : Le Livre de la Jungle : Bagheera (Ben Kingsley)
- 2016 : Miss Peregrine et les Enfants particuliers : Franklin « Frank » Portman (Chris O'Dowd)
- 2016 : Middle School: The Worst Years of My Life : le principal Dwight (Andrew Daly)
- 2016 : La fille du train : l'homme en habit (Darren Goldstein)
- 2016 : Rogue One: A Star Wars Story : K-2SO (Alan Tudyk)
- 2017 : Fist Fight : Coach (Tracy Morgan)
- 2017 : CHiPs : Raymond Reed Kurtz Jr. (Justin Chatwin)
- 2017 : Power Rangers : Sam Scott (David Denman)
- 2017 : Alien: Covenant : Tennessee (Danny McBride)
- 2017 : Logan Lucky : Max Chiblain (Seth MacFarlane)
- 2017 : Wind River : Curtis (Hugh Dillon)
- 2017 : Home Again : Paul (P. J. Byrne)
- 2017 : Star Wars, épisode VIII : Les Derniers Jedi : Luke Skywalker / Dobbu Scay (Mark Hamill)
- 2017 : Downsizing : Dave Johnson (Jason Sudeikis)
- 2017 : Le Grand Jeu : Douglas Downey (Chris O'Dowd)
- 2018 : Annihilation : Lomax (Benedict Wong)
- 2018 : Death Wish : Ponytail (Ian Matthews)
- 2018 : Vérité ou Conséquence : Roy Cameron (Brady Smith)
- 2018 : Show Dogs : Dante (Alan Cumming)
- 2018 : Casse-Noisette et les Quatre Royaumes : Benjamin Stahlbaum (Matthew Macfadyen)
- 2018 : Les Animaux fantastiques : Les Crimes de Grindelwald : Jacob Kowalski (Dan Fogler)
- 2018 : Veuves : l'encanteur (Matthew Fowler)
- 2018 : Robin des Bois : Guy de Gisbourne (Paul Anderson)
- 2019 : Fighting with My Family : Ricky Knight (Nick Frost)
- 2019 : Poms : Tom (Dave Maldonado)
- 2019 : Booksmart : le principal Brown (Jason Sudeikis)
- 2019 : Brightburn : Kyle Breyer (David Denman)
- 2019 : Downtown Abbey : John Bates (Brendan Coyle)
- 2019 : Doctor Sleep : Dr John (Bruce Greenwood)
- 2020 : The Hunt : Paul (J. C. MacKenzie)
- 2022 : Marry Me : Colin (John Bradley)
- 2022 : Jackass Forever : lui-même (Preston Lacy)

#### Films d'animation
- 1994:  The Lion King: Pumbaa
- 2007 : Bienvenue chez les Robinson : Spike/Dimitri
- 2008 : Horton entend un qui ! : Le président d'assemblée
- 2008 : Kung Fu Panda : Maître Mante[n 1]
- 2008 : Volt : Gros chat siamois
- 2009 : Monstres contre Aliens : B.O.B[n 1]
- 2009 : Là-haut : Bêta
- 2009 : La Princesse et la Grenouille : Darnell
- 2010 : Raiponce : le capitaine de la garde
- 2011 : Kung Fu Panda 2 : Maître Mante[n 1]
- 2011 : Les Bagnoles 2 : Brent Mustanberger
- 2012 : Les Mondes de Ralph : Wynnchel
- 2013 : La Reine des neiges : Roi
- 2013 : Épique : Bomba
- 2013 : L'université des Monstres : Johnny Worthington
- 2013 : Les Avions : Brent Mustanberger
- 2014 : M. Peabody et Sherman : Les Voyages dans le temps : Agamemnon
- 2014 : Trolls en boîte : M. Gristle
- 2014 : Les Pingouins de Madagascar (film) : Skipper
- 2015 : Hotel Transylvanie 2 : Grand-Père Mike
- 2016 : Kung Fu Panda 3 : Maître Mante[n 1]
- 2016 : Angry Birds, le film : Red
- 2016 : Sausage Party : Frank[n 1]
- 2016 : Les cigognes : le loup Alpha[1]
- 2016 : Moana : voix additionnelles
- 2016 : ‘’Chantez !’’ : Pete
- 2017 : Lego Batman, le film : King Kong
- 2017 : Le bébé boss : Ted Tempelton
- 2017 : Les aventures du Capitaine Bobette : Le film : Capitaine Bobette/M. Krupp
- 2017 : Les Bagnoles 3 : Sterling
- 2017 : Ferdinand : Guapo
- 2018 : Ralph 2.0 : Wynnchel
- 2019 : Angry Birds : Copains comme cochons : Red
- 2023: Super Mario Bros. Le Film: Donkey Kong

### Télévision

#### Séries télévisées
- Les Griffin : Brian Griffin, Kevin James
- Défis extrêmes : Max
- Johnny Test : Agent White
- Célestin : David
- Edgar & Ellen : Maire Knightleigh
- Jimmy l'Intrépide : Beezy
- Edgemont : Scott Linton
- Super Académie : Pamplemouski / Maxum Man
- Classe des Titans : Zeus
- Coroner Da Vinci : Constable Carter
- Durham County : Mike Sweeney
- Confiance fatale : Dr. Mark Lucas
- Ma vie de star : Shay Mills
- La Petite Mosquée dans la prairie : Fred Tupper
- Finies les parades : Vincent McMaster
- Radio Free Roscoe : le principal Danny Waller
- La Boucle infernale : voix additionnelles
- Les Piliers de la terre : Père Ralph
- Les Tudors : Sir Anthony Knivert
- Un monde sans fin : Elfric
- Médecins de combat : Les Adjudant-Chef / Le Graham Kelly
- Skatoony : Earl
- Les Pires Chauffards Canadiens : Andrew Younghusband
- Historie de la Saint-Valentin : Le Narrateur
- Hazbin Hotel : Lucifer Morningstar

### Jeux vidéo
- 2011 : Assassin's Creed: Revelations : Ahmet
- 2012 : Assassin's Creed III : Haytham Kenway
- 2012 : Assassin's Creed III: Liberation : Rafael Joaquìn de Ferrer
- 2013 : Assassin's Creed IV: Black Flag : Bartholomew Roberts
- 2014 : Assassin's Creed : Rogue : Haytham Kenway
- 2014 : Assassin's Creed: Unity : Didier Paton